# 2-й Крутицкий переулок
Второ́й Крути́цкий переу́лок — улица в Москве в Южнопортовом районе между Новоспасским проездом и улицей Крутицкий Вал.

## История
Крутицкие улица, переулки и набережная возникли в XVIII—XIX веках, сохраняя название существовавшего здесь Крутицкого подворья архиереев Сарайских и Подонских (их епархия находилась в золотоордынской столице Сарай-Бату). Одно время назывался Гендриков переулок — по фамилии землевладелицы, по землям которой он был проложен. Неподалёку существовал ещё один Гендриков переулок (ныне переулок Маяковского).

## Описание
2-й Крутицкий переулок проходит от Новоспасского проезда на восток параллельно более крупному 3-му Крутицкому и сливается под острым углом с улицей Крутицкий Вал.

## Здания и сооружения
По нечётной стороне:
По чётной стороне:
- Дом 14 — ЗАО Гидромонтажиндустрии «Зеленый дом»; Дом купца Виноградова. Памятник архитектуры.
- Дом 18, строение 3 — НИИ «Бинар».